# Yacimiento icnológico de La Arquela
El yacimiento icnológico de La Arquela corresponde al jurásico superior (Facies Pürbeck) y está situado en el término municipal de Alpuente (Provincia de Valencia, España).

## Descripción y datos histórico-artísticos
Tres afloramientos diferentes. Un primer afloramiento con 6 icnitas en el cauce de la rambla. Un segundo afloramiento con 5 huellas de dinosaurios, en el que son visibles sus secciones verticales en el talud que constituye la pared del cauce del barranco. Un tercer afloramiento, aguas abajo, compuesto por dos icnitas, visibles asimismo en una sección vertical del cauce. En los tres casos, las icnitas se presentan como estructuras de deformación de los estratos (depresiones cerradas), rellenas de material de diferente composición que el estrato deformado. El contorno de las huellas se estima circular u ovalado. No se pueden atribuir a ningún icnotaxón en particular.

## Estado de conservación
- Sustrato: las areniscas que albergan las icnitas se presentan poco cementadas, con tendencia a la arenización. Por ello, las aguas corrientes que se encauzan en la cabecera de la rambla están produciendo el desmoronamiento y retroceso del escarpe donde se localizan el primer grupo de icnitas. El segundo grupo de icnitas, localizado igualmente sobre un frente inestable, se encuentra altamente degradado por desmoronamiento.

- Icnitas: riesgo de que el yacimiento se destruya a medio-largo plazo por causas naturales, ya sea por desagregación granular o por desmoronamiento de los estratos en que se encuentran.